# Mille pattes sans tête
Pour les articles homonymes, voir Mille-pattes.
Mille pattes sans tête est un roman de François Coupry publié en 1975 aux éditions Jean-Edern Hallier et ayant reçu le prix des Deux Magots l'année suivante.

## Éditions
- Mille pattes sans tête, éditions Jean-Edern Hallier, 1975  (ISBN 2-85785-004-2).